# Weberaufstand
Der Begriff Weberaufstand wird oftmals mit dem spätmittelalterlichen Kölner Weberaufstand 1369–1371 oder dem Schlesischen Weberaufstand von 1844 verbunden. Weberaufstände gab es im 18. und 19. Jahrhundert jedoch vielerorts; sie richteten sich gegen verschiedene Missstände. Es handelte sich um frühindustrielle Unruhen, die sowohl von ländlichen Hausgewerbetreibenden als auch von städtischen Zunfthandwerkern ausgingen und sich gegen Verleger und frühe Fabrikanten richteten. Ein politischer Hintergrund war nach Einschätzung von Historikern im Allgemeinen nicht gegeben, dieser bildete sich erst mit der Deutschen Revolution 1848/49. Teilweise waren die Aufständischen so verarmt, dass es sich um Hungerrevolten handelte.

## Hintergrund der Weberaufstände
Bereits im ausgehenden Mittelalter war das Verlagssystem als Handelsorganisation verbreitet, ein Begriff, der heute nur noch im Buch- und Zeitschriftenwesen gebräuchlich ist. Der Verleger übernahm hierbei dank seiner Kapitalkraft, Marktübersicht und Organisationsfähigkeit die Beschaffung der Rohstoffe, die Lagerung und den Verkauf der Endprodukte. Der Handwerker wurde dadurch zum reinen Produzenten, und die Grenzen zur reinen Lohnarbeit wurden fließend.
Mit dem Bevölkerungsanstieg des 16. und 18. Jahrhunderts wuchs auch zunehmend die Schicht von landloser bzw. landarmer Landbevölkerung, die das karge Einkommen durch eine nicht-landwirtschaftliche Tätigkeit aufstocken musste. Hierzu gehörten auch die Webtätigkeiten als Auftragsprodukte für die Verleger. Der Kapitalgeber hatte es im Gegensatz zum zünftischen Handwerk mit einer relativ schutzlosen Landbevölkerung zu tun.
Der Verlust ausländischer Absatzmärkte im Zusammenhang mit der Kontinentalsperre und der englischen Seeblockade, der Einbruch englischer Fabrikware nach dem Ende der Kontinentalsperre, der Ausfall binnenländischer Nachfrage im Gefolge von Agrarkrisen, die fortschreitende Industrialisierung mit ihren Billigprodukten verschärften die Situation. Die an die Weber gezahlten Löhne sanken kontinuierlich. Es kam zum Interessenkonflikt der Produktionsfaktoren Arbeit und Kapital. Die Verleger trachteten nach einer Profitmaximierung bzw. -erhaltung, die letztlich durch niedrige Produktionskosten erreicht werden sollte.
Die wirtschaftliche Situation der verlegten Weber war zum Ende des 18. Jahrhunderts sehr schlecht, vor allem weil sie nur teilweise in bar entlohnt wurden. Mindestens die Hälfte des Warenwertes wurde mit Rohstofflieferungen aufgerechnet. Eine massenhafte Verarmung (Pauperismus) führte vielerorts zu Unruhen, Revolten und Maschinenstürmen.

## Augsburger Weberaufstand 1784/85 und 1794/95

Inschrift auf dem Weberhaus in Augsburg

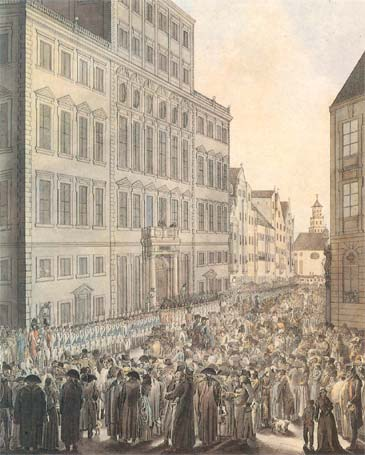
Niederschlagung des Augsburger Weberaufstands durch württembergische Soldaten, zeitgenössische Darstellung von Franz Thomas Weber

Ab Mitte des 18. Jahrhunderts wurde das Augsburger Weberhandwerk zunehmend durch die Konkurrenz von in- und ausländischen Billiganbietern bedroht. Die ortsansässige Kaufmannschaft und Kattunfabrikanten (u. a. Schüle, Gignoux, Schöppler) kauften insbesondere ostindische Ware. Die einheimische Ware wurde zunehmend verdrängt und großteils nur im Warenwert gegen teure Wolle eingekauft.
Diese Situation führte zu erheblichen Einkommensverlusten, die 1784/85 zu ersten Unruhen führten. Die Gesellen, die wegen ihrer weithin ungesicherten Existenz besonders betroffen waren, verweigerten die Beitragszahlungen in die Gesellenlade und zettelten einen Tumult an. Der Gesellenstreik wurde zwar am 21. August 1784 friedlich beigelegt, entbrannte aber durch zwei Todesfälle neu. Es kam zu einem Demonstrationszug von 300 Gesellen, der durch die Polizei niedergeschlagen wurde. Die Rädelsführer wurden verhaftet. Viele Gesellen verließen die Stadt.
Während sich die Handwerksmeister an diesen Unruhen nicht beteiligten, änderte sich dieses mit der zunehmend rapiden Verschlechterung des Lebensunterhaltes und der Wohnsituation. Der Rat der Stadt blieb weitgehend untätig; so griffen die Weber zu Selbsthilfemaßnahmen und beschlagnahmten Warensendungen an die Kaufleute.
Im Oktober 1785 kam es zu einem Kompromiss zwischen den Kontrahenten, der jedoch nur vorübergehend für Ruhe sorgte, da sich die Fabrikanten über die Abmachungen hinwegsetzten. Die städtische Obrigkeit, die sich vordem um eine neutrale Haltung bemüht hatte, schlug sich immer mehr auf die Seite des Kapitals. Am 29. Januar 1794 stürmten dreihundert Webermeister das Rathaus und setzten einen Einfuhrstopp ausländischer Ware durch. Bereits am 25. Februar 1794 wiederholte sich die Situation, da das Einfuhrverbot bereits wieder gelockert worden war. Dieses Mal wurde der Amtsbürgermeister der Stadt als Geisel genommen. Zur Beruhigung der Massen erließ der Rat ein Dekret, das unter anderem den Einfuhrstopp erneut bestätigte. Es stellte sich jedoch bald heraus, dass sich die Obrigkeit an die unter Zwang entstandenen Vereinbarungen nicht gebunden fühlte. Am 26. August 1794 kam es zu einer neuen Vereinbarung zwischen den Kaufleuten, Fabrikanten und Webern, die auf dem Kompromiss von 1785 basierte und zum Gesetz erhoben wurde. Am 18. November 1794 wurde dieses aufgehoben und vom Rat eine militärische Lösung des Konflikts angestrebt.
Am 24. Dezember 1794 wurde der Aufstand durch den Einsatz von Truppen des Schwäbischen Reichskreises endgültig niedergeschlagen. Die Soldaten blieben für eineinhalb Jahre in der Stadt, und die Stationierungskosten hatten die Weber zu tragen.

## Schlesischer Weberaufstand 1844
Der schlesische Weberaufstand von 1844 war nicht der erste Weberaufstand in der Region des Eulengebirges. Bereits 1785/1786, 1793 und 1798 hatte es teils größere Aufstände gegeben. Die Besonderheit von 1844 lag in der Aufmerksamkeit der Öffentlichkeit: Zeitgenössische Publikationen und Literatur verarbeiteten und diskutierten das Thema ausgiebig. In diesem Sinne kann der schlesische Weberaufstand vom 4. bis zum 6. Juni 1844 in einen Zusammenhang mit der 1848 einsetzenden Revolution gebracht werden, da er wesentlich zur Herausbildung von politischen Meinungsbildern beitrug.

### Grund des Aufstandes

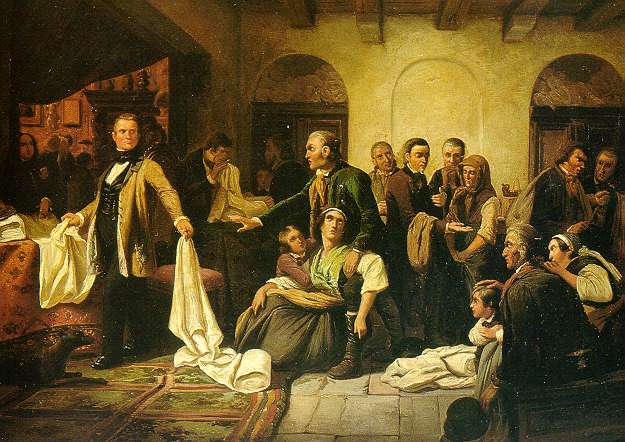
Die schlesischen Weber (Gemälde von Carl Wilhelm Hübner, 1846)

Das Gebiet der Provinz Schlesien war 1742 durch Preußen annektiert worden. Infolgedessen blieben die neuen Untertanen länger als anderswo an die adligen Grundherren gebundene Häusler. Die Bauernbefreiung wurde 1807 nur unvollständig umgesetzt. Zwei Drittel der schlesischen Bevölkerung waren noch einem Gutsherren unterworfen und mussten Feudalabgaben wie Grundzins, Webzins, Schulgeld etc. entrichten. Die schlesischen Weber versuchten, den Preisverfall ihrer Waren durch Quantität wettzumachen, doch selbst Kinderarbeit und die Ausdehnung der täglichen Arbeitszeit schufen keinen Ausgleich, insbesondere da die Qualität der Produkte weiter sank. Technische Neuerungen und modernere Webstühle, wie es sie im Ausland teils bereits gab, konnten keine Abhilfe schaffen, da die Heimweber sie nicht finanzieren konnten. Zudem war das Eulengebirge einer der dichtestbevölkerten Bezirke Schlesiens, Peterswaldau hatte knapp 6.000, Langenbielau etwa 12.000 Einwohner. Folglich herrschte ein Überschuss an Arbeitskräften. Trotzdem ging es den in Peterswaldau und Langenbielau angesiedelten Baumwollwebern noch vergleichsweise gut, zumindest besser als den schlesischen Leinenwebern, die bereits vollkommen verarmt waren und hungerten.

### Der Aufstand

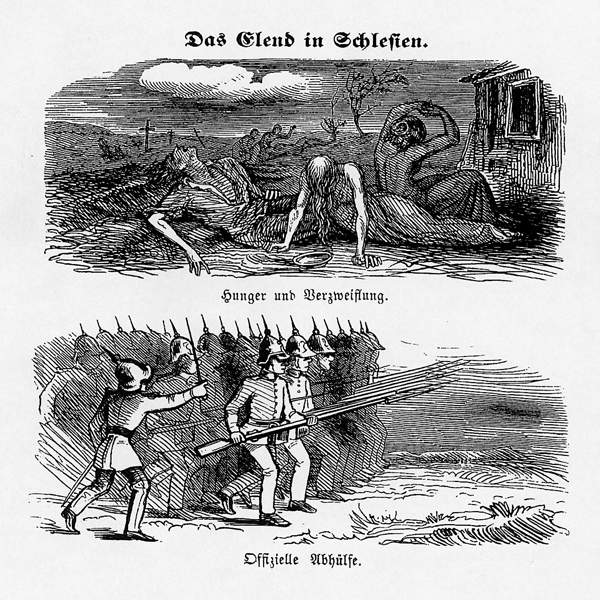
Karikatur zum Weberaufstand (1848)

#### Ursache
In Peterswaldau und Langenbielau lebten vor allem vorindustrielle Heimarbeiter, die vorwiegend Baumwollwaren herstellten. Wirtschaftlich war ihre Existenz jedoch von sogenannten Verlegern abhängig. Während die Verleger, in der Regel vermögende Kaufleute, Garn auf dem Markt aufkauften, sollten die Baumwollweber daraus zu einem vereinbarten Preis die gewünschten Stoffe produzieren. Für ihre Ware wurden die Heimarbeiter entlohnt und der Verleger verkaufte die Baumwollprodukte weiter. Obwohl die schlesischen Baumwollweber im Gegensatz zu den Leinwebern und -spinnern zu den bessergestellten Arbeitern gehörten, fürchteten sie um ihren Lohn und ihre berufliche Selbstständigkeit. Wegen der Überproduktion im Textilgewerbe kam es in den 1840er-Jahren immer wieder zu Lohnkürzungen durch die Verleger, besonders durch den größten Unternehmer in Peterswaldau, Ernst Friedrich Zwanziger. Ihm gehörte das bedeutendste ortsansässige Unternehmen „Zwanziger & Söhne“. Die Forderungen der Weber richteten sich dabei auf gerechten Lohn und eine angemessene, würdige Behandlung durch die „Fabrikanten“.

#### Verlauf
Am 3. Juni 1844 trafen sich etwa 20 Weber aus Peterswaldau und umliegenden Ortschaften auf dem Kapellenberg und berieten, wie man sich gegen die Fabrikanten wehren könne. Sie zogen daraufhin, das „Spottlied Blutgericht“ singend, vor die Fabrik der Gebrüder Zwanziger, die als Verleger tätig waren und die Löhne gekürzt hatten. Die Fabrikanten Ernst Friedrich und August Zwanziger ließen ihre Diener, mit Steinen und Knüppeln ausgerüstet, den kleinen Zug vertreiben und außerdem den Weber Wilhelm Mädler von der Ortspolizei verhaften.
Mit dem Ziel, die Freilassung Wilhelm Mädlers und eine Lohnerhöhung zu erreichen, bildete sich am 4. Juni 1844 ein Protestzug, dem sich fast alle Heimweber der Umgebung anschlossen. Die Weber wählten zur Verhandlung eine Delegation; das Gespräch mit dem Landrat des Kreises Reichenbach blieb allerdings ergebnislos. Als sie vor dem Gebäude der Zwanzigers ankamen, waren diese gerade abwesend. Die Menge stürmte daraufhin wütend das Haus der Zwanzigers und zerstörte die gesamte Einrichtung. Ebenso wurde im Verwaltungshaus, im Lagerhaus und in der Fabrik gewütet. Die Familie Zwanziger floh daraufhin nach Breslau. Der Fabrikant Wagenknecht blieb hingegen unbelästigt und wurde wegen des „gerechten“ Lohnes sogar gelobt.
Am 5. Juni 1844 konnten sich die Fabrikanten Fellmann und Hoferichter durch Geldzahlungen, Brot und Speck „freikaufen“. Die Schar zog weiter nach Langenbielau zu den Fabrikanten Andretzky und Hilbert. Diese waren verhasst, ihre Anwesen wurden verwüstet. Dierig, der auch wegen der ausschließlich dort beschäftigten auswärtigen Arbeiter ins Visier der Aufrührer geraten war, bezahlte die eigenen Arbeiter, um gegen die anrückenden Weber vorzugehen. Zudem versuchten die Gebrüder Dierig, die Menge durch Geldausteilungen zu beruhigen.
Eine königliche Kabinettsorder wies den Kriminalsenat des Oberlandesgerichts Breslau an, „mit allem Fleiß ... die Aufwiegler zu entdecken und zur Bestrafung zu ziehen“. Zwischenzeitlich hatten die Behörden das Eingreifen des preußischen Militärs veranlasst und die Situation geriet außer Kontrolle. Der kommandierende Offizier ließ in die Menschenmenge schießen. Zehn Männer und eine Frau wurden getötet, weitere 24 schwer verletzt. Dieses Vorgehen schürte eher noch die Wut und es kam zu hilflosen Plünderungen. Die Einheit wich zunächst der mit Knüppeln und Steinen bewehrten Menge, nach dem Eintreffen der Verstärkung wurde der Aufstand am 6. Juni 1844 niedergeschlagen.
Bei der Verurteilung gehörte die Sympathie der Richter ganz offensichtlich nicht den Unternehmern oder der staatlichen Seite, vielmehr betonte die Urteilsfindung die „drückende Not“ der Weber als Milderungsgrund. Insgesamt blieben die Richter unter den möglichen Höchststrafen und verzichteten weitgehend auf Körperstrafen. Die Kosten des Verfahrens mochten die Richter nicht den armen Webern aufbürden; stattdessen verpflichteten sie dafür die Dorfgerichte und damit letztlich die Gutsherren.

#### Reaktion Friedrich Wilhelms IV.
Nach außen bekundete König Friedrich Wilhelm IV. zwar leutselig seine Anteilnahme am Schicksal der Heimarbeiter und lobte bürgerliche Hilfsvereine. Ende Juli 1844 reiste Friedrich Wilhelm zu seinem schlesischen Sommersitz in Erdmannsdorf, verkündete, dass er die Notlage der Weber untersuchen lassen werde und zeigte bei der Berliner Gewerbeausstellung auffallendes Interesse an Leinen- und Baumwollgewebe. Hinter dieser Fassade fürchtete er jedoch zunehmend einen Volksaufstand, der von kommunistischen Revolutionären und der oppositionellen Presse geplant werde. Auch das erste Attentat auf seine Person brachte der König mit schlesischen Webern in unmittelbaren Zusammenhang.
Nach dem Weberaufstand in Peterswaldau und Langenbielau vom 4. bis 6. Juni 1844 suchte die preußische Regierung Friedrich Wilhelm Schlöffel, Wilhelm Wolff, Alexander Schneer, Isidor Pinoff, Eduard Pelz und andere schlesische Demokraten als angeblich verantwortliche Rädelsführer des Weberaufstands zu kriminalisieren, obwohl keiner von ihnen in den Orten des Aufstandes gewesen war. Der Buchhändler und Verleger Pelz hatte sich ab 1840 mit dem Elend der Weber, speziell der Leinenweber, beschäftigt und versucht, die Rückständigkeit des preußischen Kommunalrechts zu kritisieren. Am 24. Juli 1844 wurde Pelz in Schweidnitz verhaftet. Dessen Ehefrau Henriette Pelz suchte den preußischen König Friedrich Wilhelm IV. persönlich auf, um ihn zu bitten, ihren Mann aus der Haft zu entlassen. Der König lehnte das ab. Hennriette Pelz wandte sich am 13. August an Bettina von Arnim mit der Bitte ihr zu helfen. 1845 wurde er mit Urteil des „Kriminalsenats des Oberlandesgerichts in Breslau gegen den ehemaligen Buchhändler, jetzigen Bauerngutsbesitzer Eduard Pelz vom 24. Februar 1845 wegen ‚frechen und unehrerbietigen Tadels und Verspottung der Landesgesetze und Anordnungen im Staate‘ sowie Majestätsbeleidigung und Urteil des zweiten Senats des gleichen Gerichts gegen Pelz vom 19. August 1845“ bestraft.
Zwar sah man im Umfeld des Königs davon ab, kritische Schriftsteller in Schlesien präventiv zu verhaften und auszuweisen, jedoch war sich die Regierung darin einig, den schlesischen Zensoren genauestens vorzuschreiben, was über den Weberaufstand berichtet werden durfte. Am 13. Juni 1844 entwarf der König selbst, beraten durch den Staatsminister von Thile, den Wortlaut der entsprechenden Instruktion und ersetzte die ursprünglich geplanten detaillierten Anweisungen durch das allgemein gehaltene Verbot, „die unteren gegen die höheren Stände, die Ärmeren gegen die Wohlhabenden aufzuregen“. Die wenigen Berichte, die in den Wochen nach der Erhebung in Schlesien erschienen, verzichteten tatsächlich völlig auf Schilderungen der Not. Statt strukturelle Missstände anzugehen, konzentrierten sich die Maßnahmen des Königs allein auf die Suche nach den Hintermännern der vermeintlichen Verschwörung.

### Interpretation des Weberaufstandes
Laut Christina von Hodenberg handelte sich um eine typische frühindustrielle Arbeiterunruhe, für die weder eine Interpretation als klassische Hungerrevolte noch als Maschinensturm oder Klassenkampf angebracht scheint. Bei den in die Revolte verwickelten Webern handelte es sich um Baumwollweber. Während die schlesischen Leinenweber in dieser Zeit bereits völlig verarmt waren und hungerten, ging es den Baumwollwebern im Vergleich zu diesen besser. Hodenberg verdeutlicht, warum zwei der klassischen Interpretationen nicht plausibel sind. So handelte es sich nicht um eine Maschinenstürmerei, denn die Wut der Weber richtete sich nicht gegen die noch spärlichen „Maschinen“, sondern gegen die als ungerecht empfundenen Verleger. Gegen die Interpretation des Aufstandes als Klassenkampf spricht wiederum, dass die Zerstörungen gegen bestimmte Verleger gerichtet waren, während andere ganz verschont blieben oder sich „freikaufen“ konnten. Die Weber begegneten den traditionalen Autoritäten wie dem Gutsherrn oder dem Landrat mit Ehrerbietung; ihren Zorn erregte hingegen der neureiche Aufsteiger Zwanziger, der wie sie ein Weber gewesen war und dessen Reichtum sie als Affront verstanden. Zudem richtete sich die Empörung der Weber auch gegen ihresgleichen: und zwar gegen Weber, die von außerhalb kamen und mit ihrer Konkurrenz die Situation zusätzlich erschwerten. Hodenberg resümiert: „Als Erscheinung des Übergangszeitalters muss der Weberaufstand daher als traditionsverhaftet und zukunftsgerichtet zugleich wahrgenommen werden. […] Dann wird als wesentliche Treibkraft des Aufruhrs von 1844 die Mentalität der Selbständigkeit erkennbar. Sie ist geeignet, die bis heute dominanten, verfälschenden Deutungsmotive ‚Hunger‘, ‚Verzweiflung‘, ‚Klassenkampf‘ und ‚Maschinenhass‘ abzulösen.“

### Rezeption

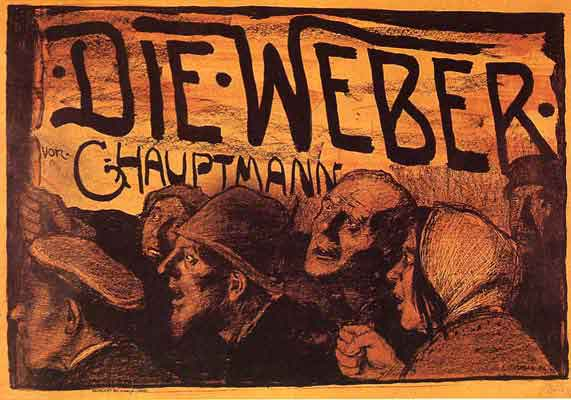
Poster von Emil Orlik, 1897

- Gedicht „Die schlesischen Weber“ von Heinrich Heine 1844
- Gedicht „Das Hungerlied“ von Georg Weerth 1844
- Gedicht „Das Blutgericht“(Quelle: Deutsches Bürgerbuch für 1845, S. 199 ff) von einem anonymen Verfasser 1844
- Ölgemälde „Die schlesischen Weber“ von Carl Wilhelm Hübner 1844
- Gedicht „Lied einer schlesischen Weberin“ von Louise Aston 1846
- Roman „Der verlorne Sohn“ von Karl May 1884–1888
- Drama „Die Weber“ (öffentliche Uraufführung 1894 in Berlin) von Gerhart Hauptmann
- Lithographien „Ein Weberaufstand“ von Käthe Kollwitz 1894–1898[22]
- Rübezahl und der webende Tod, Zinkografie von Georg Oskar Erler, um 1910

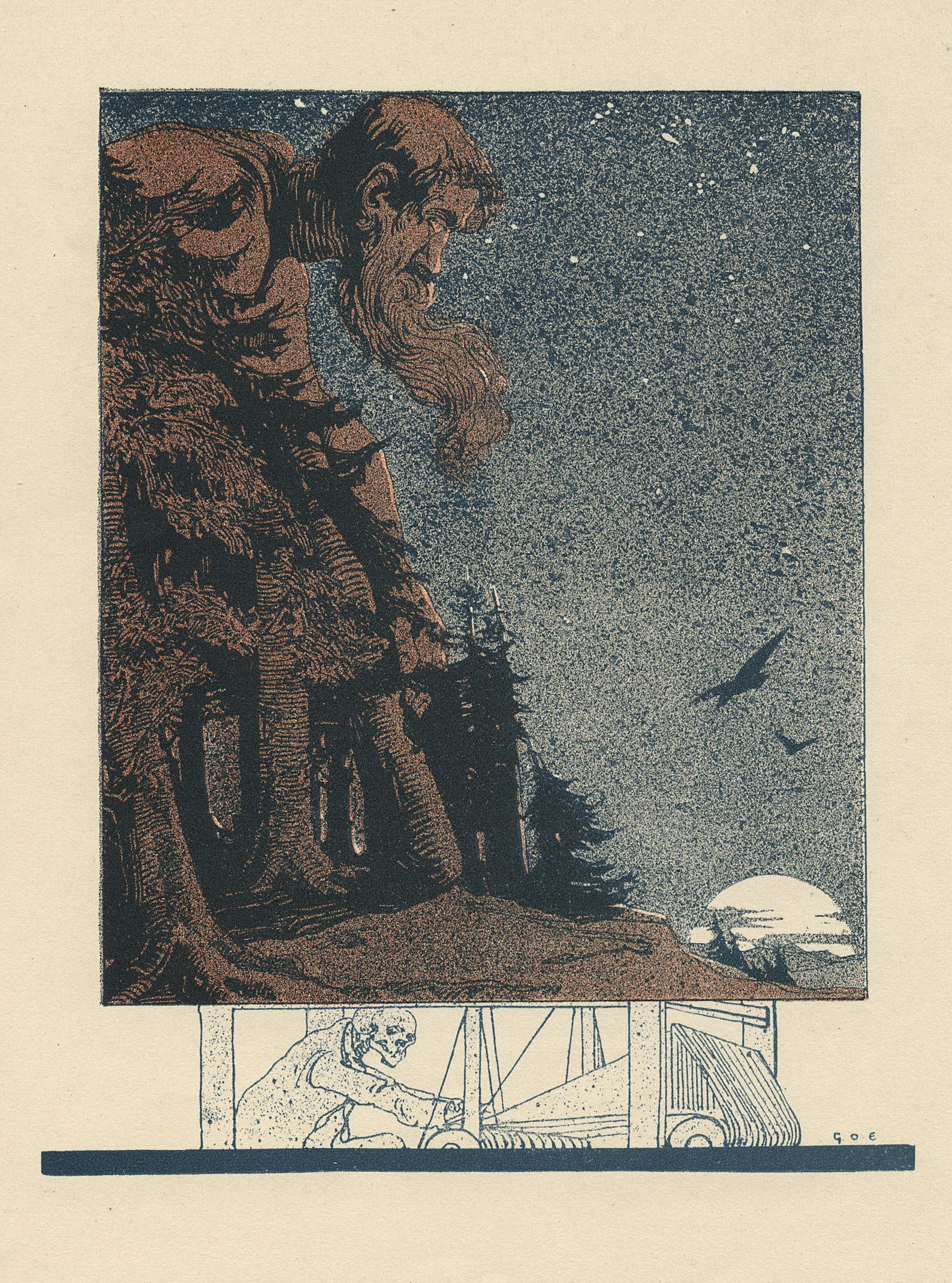
Rübezahl und der webende Tod

- Stummfilm Die Weber von Friedrich Zelnik von 1927 nach dem Drama von Gerhart Hauptmann.
- Historischer Roman „Rübelzahl oder Der Strom fließt nicht bergauf“ von Johannes Wüsten. Manuskript 1936/37, Erstdruck 1963.
- Rockgruppe Schmetterlinge, Wien, mit einem Lied „Wir weben“ nach dem Text von Heinrich Heine.
- Lied „Die Weber“ der deutschsprachigen Folkgruppe „Liederjan“ von 1978, ebenfalls nach Heinrich Heine.
- Lied „Wir weben“ der Punk-Gruppe Kapitulation B.o.N.n. von 1996, nach „Die schlesischen Weber“ von Heinrich Heine.
- Lied „Die Weber“ der Folk-Punk Gruppe „Die Schnitter“ von 1997, frei nach „Die schlesischen Weber“ von Heinrich Heine.
- Lied „Blutgericht“ der Mittelalter-Metal Gruppe „Vogelfrey“ von 2010, nach „Die schlesischen Weber“ von Heinrich Heine und dem Spottlied „Blutgericht“

## Weitere Weberaufstände
- 1371 in Köln
- 1378 in Florenz (Ciompi-Aufstand)
- 1527 in Görlitz (Görlitzer Tuchmacheraufstand)
- 1783 in Elberfeld (Elberfelder Weberaufstand 1783)
- 1828 in Krefeld
- 1830 in Berlin (Schneiderrevolution)
- 1831 in Lyon (Aufstand der Seidenweber in Lyon)
- 1839 in Gent
- 1841 in Ronneburg (Thüringen)
- 1849 in Gemert (Niederlande)

## Tonquelle
- Tonquelle: Das Elend und der Aufruhr in Schlesien (1845)